# Systeemherstel
Systeemherstel is een functie binnen Microsoft Windows waarmee een gebruiker de staat van het besturingssysteem kan terugdraaien naar een vorig tijdstip. Het doel hiervan is om een bekende werkende staat van het systeem te herstellen, bijvoorbeeld wanneer er fouten of problemen zijn opgetreden.
De functie herstelt de systeembestanden, geïnstalleerde applicaties en de staat van het register. Persoonlijke documenten, muziek, video's en foto's worden niet hersteld.
Systeemherstel werd voor het eerst geïntroduceerd in Windows ME in 2000 en kwam daarna ook beschikbaar in latere versies van Windows. In Windows 10 moet de gebruiker Systeemherstel handmatig inschakelen om te kunnen gebruiken.